# هوكينز
هوكينز (1795 بإنجلترا في المملكة المتحدة - ) (بالإنجليزية: Hawkins)‏ هو لاعب كريكت بريطاني. لعب مع نادي مارليبون للكريكت ‏.